# Liste der Lieder von Fifth Harmony
Die nachfolgende Liste beinhaltet alle von der US-amerikanischen Girlband Fifth Harmony aufgenommenen und veröffentlichten Lieder mit deren Autoren, Alben und Erscheinungsjahren.

## #
| Titel      | Autoren                              | Album | Jahr |
| ---------- | ------------------------------------ | ----- | ---- |
| 1000 Hands | Adam Waldman, Jason Boyd, Georgia Ku | 7/27  | 2016 |

## A
| Titel                                   | Autoren | Album                      | Jahr |
| --------------------------------------- | --- | -------------------------- | ---- |
| All In My Head (Flex) (feat. Fetty Wap) | James Abrahart, James Wong, Oliver Peterhof, Izquierdo, Jordan Johnson, Marcus Lomax, Stefan Johnson, Clarence Coffee Jr. | 7/27                       | 2016 |
| All I Want for Christmas Is You         | Mariah Carey, Walter Afanasieff                                                                                           | I'll Be Home for Christmas | 2014 |

## B
| Titel                                         | Autoren                                                                                 | Album           | Jahr |
| --------------------------------------------- | --------------------------------------------------------------------------------------- | --------------- | ---- |
| Better Together                               | Harmony Samuels, Savan Kotecha, Jason Evigan, PJ Bianco                                 | Better Together | 2013 |
| Big Bad Wolf                                  | Evan Kidd Bogart, Coffee, Andrew Goldstein, Eman T. Kiriakou                            | 7/27            | 2016 |
| Body Rock                                     | Harmony Samuels, Theron Thomas, John DeNicola, Donald Markowitz, Franke Previte         | Reflection      | 2015 |
| Boss                                          | Eric Frederic, Joe Spargur, Daniel Kyriakides, Gamal Lewis, Jacob Hindlin, Taylor Parks | Reflection      | 2014 |
| Brave Honest Beautiful (feat. Meghan Trainor) | Meghan Trainor                                                                          | Reflection      | 2015 |

## D
| Titel                           | Autoren | Album           | Jahr |
| ------------------------------- | --- | --------------- | ---- |
| Dame Esta Noche (feat. Kid Ink) | Priscilla Hamilton, Mikkel Storleer Eriksen, Tor Erik Hermansen, Ori Kaplan                                             | Reflection      | 2015 |
| Don't Wanna Dance Alone         | Ally Brooke Hernandez, Camila Cabello, Dinah Jane Hansen, Lauren Jauregui, Normani Kordei, Julian Bunetta, Andre Merrit | Better Together | 2013 |
| Dope                            | Jack Antonoff, Julia Michaels, Justin Tranter                                                                           | 7/27            | 2016 |

## E
| Titel            | Autoren | Album      | Jahr |
| ---------------- | --- | ---------- | ---- |
| Eres Tú          | Ally Brooke Hernandez, Camila Cabello, Dinah Jane Hansen, Lauren Jauregui, Normani Kordei, Julian Bunetta, PJ Bianco, Nasri Tony Atweh | Juntos     | 2013 |
| Everlasting Love | Victoria Monét, Shane Stevens | Reflection | 2015 |

## G
| Titel            | Autoren                                                      | Album      | Jahr |
| ---------------- | ------------------------------------------------------------ | ---------- | ---- |
| Going Nowhere    | Andre Merritt, Breana Marin, Priscilla Hamilton, AparriFlict | Reflection | 2015 |
| Gonna Get Better | Adidja Palmer, Linton Timajae White, Mario Antonia Dunwell   | 7/27       | 2016 |

## I
| Titel                      | Autoren | Album      | Jahr |
| -------------------------- | --- | ---------- | ---- |
| I Lied                     | James Abrahart, James Wong, Oliver Peterhof, Izquierdo, Jordan Johnson, Marcus Lomax, Stefan Johnson, Clarence Coffee Jr. | 7/27       | 2016 |
| I'm in Love with a Monster | Harmony David Samuels, Carmen Reece, Sarah Mancuso, Edgar Etienne, Ericka Coulter                                         | Reflection | 2015 |

## L
| Titel                      | Autoren | Album           | Jahr |
| -------------------------- | --- | --------------- | ---- |
| Leave My Heart Out of This | Jason Evigan Tebey Solomon Ottoh, Marcus „Marc Lo“ Lomax, Stefan Johnson, Jordan Johnson                              | Better Together | 2013 |
| Like Mariah (feat. Tyga)   | Jonathan Rotem, Raja Kumari, Justin Tranter, Michael Nguyen-Stevenson, Mariah Carey, Jermaine Dupri, Manuel Seal, Jr. | Reflection      | 2015 |

## M
| Titel                        | Autoren | Album                          | Jahr |
| ---------------------------- | --- | ------------------------------ | ---- |
| Me & My Girls                | Ally Brooke Hernandez, Camila Cabello, Dinah Jane Hansen, Lauren Jauregui, Normani Kordei, Julian Bunetta, PJ Bianco, Beau Dozier, John Ryan | Better Together                | 2013 |
| Mirrors (feat. Boyce Avenue) | James Fauntleroy, Jerome Harmon, Timothy Mosley, Justin Timberlake                                                                           | Cover Collaborations, Volume 2 | 2013 |
| Miss Movin' On               | Mitch Allan, Jason Evigan, Lindy Robbins, Julia Michaels                                                                                     | Better Together                | 2013 |

## N
| Titel                                     | Autoren                                                    | Album                      | Jahr |
| ----------------------------------------- | ---------------------------------------------------------- | -------------------------- | ---- |
| Noche de Paz                              | Franz Xaver Gruber, Joseph Mohr                            | I'll Be Home for Christmas | 2014 |
| Not That Kinda Girl (feat. Missy Elliott) | Melissa Elliott, Negin Djaferi, Jared Cotter, Aaron Pearce | 7/27                       | 2016 |
| No Way                                    | Victoria Monét                                             | 7/27                       | 2016 |

## O
| Titel    | Autoren | Album           | Jahr |
| -------- | --- | --------------- | ---- |
| One Wish | Sam Watters, Louis Biancaniello, Michael Biancaniello, Marcus Lomax, Clarence Coffee Jr., Jordan Johnson, Stefan Johnson | Better Together | 2013 |

## Q
| Titel                          | Autoren | Album  | Jahr |
| ------------------------------ | --- | ------ | ---- |
| Que Bailes Conmigo Hoy         | Ally Brooke Hernandez, Camila Cabello, Dinah Jane Hansen, Lauren Jauregui, Normani Kordei, Julian Bunetta, Andre Merrit | Juntos | 2013 |
| Que El Corazón No Hable Por Mi | Jason Evigan, Tebey Solomon Ottoh, Marcus „Marc Lo“ Lomax, Stefan Johnson, Jordan Johnson                               | Juntos | 2013 |

## R
| Titel      | Autoren                                       | Album      | Jahr |
| ---------- | --------------------------------------------- | ---------- | ---- |
| Reflection | Julian Bunetta, Jacob Hindlin, Victoria Monét | Reflection | 2015 |

## S
| Titel                                             | Autoren                                                       | Album                 | Jahr |
| ------------------------------------------------- | ------------------------------------------------------------- | --------------------- | ---- |
| Scared of Happy                                   | Cass Lowe, Michael Tucker, Mikkel Eriksen, Tor Erik Hermansen | 7/27                  | 2016 |
| Sin Contrato (Remix) (Maluma feat. Fifth Harmony) |                                                               | Pretty Boy, Dirty Boy | 2015 |
| Sin Tu Amor                                       | Mitch Allan, Jason Evigan, Lindy Robbins, Julia Michaels      | Juntos                | 2013 |
| Sledgehammer                                      | Jonas Jeberg, Meghan Trainor, Sean Douglas                    | Reflection            | 2015 |
| Squeeze                                           | Max Martin, Shellback                                         | 7/27                  | 2016 |
| Suga Mama                                         | Meghan Trainor, Chris Aparri                                  | Reflection            | 2015 |

## T
| Titel                    | Autoren                                                                 | Album      | Jahr |
| ------------------------ | ----------------------------------------------------------------------- | ---------- | ---- |
| That's My Girl           | Tinashe Kachingwe, Alexander Kronlund, Lukas Loules                     | 7/27       | 2016 |
| The Life                 | Tinashe Kachingwe, Lukas Loules, Alexander Kronlund                     | 7/27       | 2016 |
| Them Girls Be Like       | James Abrahart, Victoria Monét, Tinashé Sibanda                         | Reflection | 2015 |
| This Is How We Roll      | Lukasz Gottwald, Theron Thomas, Henry Walter                            | Reflection | 2015 |
| Top Down                 | Linnéa Deb, Joy Deb, Anton Malmberg Hård af Segerstad, Maurice Simmonds | Reflection | 2015 |
| Tú Eres Lo Que Yo Quiero | Harmony Samuels, Savan Kotecha, Jason Evigan, PJ Bianco                 | Juntos     | 2013 |

## V
| Titel                                           | Autoren | Album   | Jahr |
| ----------------------------------------------- | ------- | ------- | ---- |
| Vienes o Voy (Juan Gabriel feat. Fifth Harmony) |         | Los Dúo | 2015 |

## W
| Titel                                    | Autoren | Album                          | Jahr |
| ---------------------------------------- | --- | ------------------------------ | ---- |
| We Know                                  | Victoria Monét, Kyle Stewart II | Reflection                     | 2015 |
| When I Was Your Man (feat. Boyce Avenue) | Bruno Mars, Philip Lawrence, Ari Levine, Andrew Wyatt                                                                                  | Cover Collaborations, Volume 2 | 2013 |
| Who Are You                              | Ally Brooke Hernandez, Camila Cabello, Dinah Jane Hansen, Lauren Jauregui, Normani Kordei, Julian Bunetta, PJ Bianco, Nasri Tony Atweh | Better Together                | 2013 |
| Work from Home (feat. Ty Dolla Sign)     | Joshua Coleman, Jude Demorest, Tyrone Griffin, Jr., Alexander Izquierdo, Brian Lee                                                     | 7/27                           | 2016 |
| Worth It (feat. Kid Ink)                 | Priscilla Hamilton, Mikkel Storleer Eriksen, Tor Erik Hermansen, Ori Kaplan                                                            | Reflection                     | 2015 |
| Write On Me                              | Mikkel Eriksen, Tor Erik Hermansen, Kygo, Priscilla Renea Hamilton, Simon Wilcox                                                       | 7/27                           | 2016 |